# U2 (Berlins tunnelbana)
| Urban tunnel track end start |

| Urban tunnel station on track |

| Urban tunnel stop on track |

| Unknown BSicon "utSTRe" |

| Urban stop on track |

| Urban stop on track |

| Unknown BSicon "utSTRa" |

| Urban tunnel stop on track |

| Urban tunnel station on track |

| Urban tunnel station on track |

| Unknown BSicon "utABZg+l" |

| Urban tunnel stop on track |

| Urban tunnel stop on track |

| Urban tunnel station on track |

| Urban tunnel stop on track |

| Urban tunnel stop on track |

| Urban tunnel stop on track |

| Urban tunnel station on track |

| Unknown BSicon "utSTRe" |

| Urban stop on track |

| Unknown BSicon "ueABZgl" |

| Unknown BSicon "uTHSTu" |

| Unknown BSicon "ueABZg+l" |

| Urban stop on track |

| Urban stop on track |

| Unknown BSicon "utSTRa" |

| Unknown BSicon "utABZgl" |

| Urban tunnel stop on track |

| Unknown BSicon "utABZgr" |

| Urban tunnel station on track |

| Urban tunnel stop on track |

| Urban tunnel station on track |

| Unknown BSicon "utABZgr" |

| Urban tunnel stop on track |

| Urban tunnel stop on track |

| Urban tunnel stop on track |

| Urban tunnel station on track |

| Urban tunnel stop on track |

| Unknown BSicon "utSTRe" |

| Urban station on track |

| Unknown BSicon "uABZgr" |

| Urban end station |

| Urban tunnel track end start |

| Urban tunnel station on track |

| Urban tunnel stop on track |

| Unknown BSicon "utSTRe" |

| Urban stop on track |

| Urban stop on track |

| Unknown BSicon "utSTRa" |

| Urban tunnel stop on track |

| Urban tunnel station on track |

| Urban tunnel station on track |

| Unknown BSicon "utABZg+l" |

| Urban tunnel stop on track |

| Urban tunnel stop on track |

| Urban tunnel station on track |

| Urban tunnel stop on track |

| Urban tunnel stop on track |

| Urban tunnel stop on track |

| Urban tunnel station on track |

| Unknown BSicon "utSTRe" |

| Urban stop on track |

| Unknown BSicon "ueABZgl" |

| Unknown BSicon "uTHSTu" |

| Unknown BSicon "ueABZg+l" |

| Urban stop on track |

| Urban stop on track |

| Unknown BSicon "utSTRa" |

| Unknown BSicon "utABZgl" |

| Urban tunnel stop on track |

| Unknown BSicon "utABZgr" |

| Urban tunnel station on track |

| Urban tunnel stop on track |

| Urban tunnel station on track |

| Unknown BSicon "utABZgr" |

| Urban tunnel stop on track |

| Urban tunnel stop on track |

| Urban tunnel stop on track |

| Urban tunnel station on track |

| Urban tunnel stop on track |

| Unknown BSicon "utSTRe" |

| Urban station on track |

| Unknown BSicon "uABZgr" |

| Urban end station |

Linje U2 i Berlins tunnelbana har 29 stationer och är 20,7 kilometer lång. Den börjar i stadsdelen Pankow och åker genom Berlins östra centrum via Alexanderplatz, den nya stadskärnan vid Potsdamer Platz, Berlins västliga centrum (Wittenbergplatz, Zoologischer Garten) och Olympia-Stadion  till slutstationen Ruhleben. U2 tillhör tillsammans med U1, U3 och U4 Berlins tunnelbanas äldsta delar.
Kända stationer utöver de ovan nämnda: Gleisdreieck, Ernst-Reuter-Platz, Deutsche Oper, Theodor-Heuss-Platz, Schönhauser Allee, Bismarckstrasse, Vinetastrasse och Mendelssohn-Bartholdy-Park.

## Historia
U2 är delvis den så kallade stamsträckan, den första delen av Berlins tunnelbana som invigdes 1902. Dagens U2 består även av den historiska Spittelmarktlinie (även Centrumslinie) och sin västra sträckning den gamla tunnelbanan i Charlottenburg. Dessa olika linjer byggdes med tiden samman. 

### Linjedelningen
Efter andra världskriget var tunnelbanan först enhetlig för staden med trafik som gick i hela staden, till skillnad från bussar och spårväg som delades upp tidigare mellan stadens två halvor. Efter att Östberlin i samband med 17 juni-upproret stoppade all trafik skapade Västberlins kollektivtrafikbolag BVG (West-BVG) linje AII som gick från Krumme Lanke till Kottbusser Tor, alltså enbart inom Västberlin. 
När Berlin definitivt delades i öst och väst i samband med Berlinmurens uppförade 1961 skedde så även med tunnelbanesträckningen för U2 som då hette linje A. I Östberlin fortsatte den att ha namnet linje A medan man i Västberlin bytte namn. Ändstation i Östberlin blev Thälmannplatz, idag stationen Mohrenstrasse. Däremot blev det inte som man trodde i Östberlin Potsdamer Platz som ändstation för Västberlins linje A, istället stannade de en station innan, Gleisdreieck.
U2 var den enda linjen som delades på detta sätt. Linjerna C (idag U6) och D (U8) gick förvisso i Östberlin men genomkorsade och därför valde man att bara stänga av de stationer som låg i Östberlin. De blev så kallade spökstationer.

### En linje igen
Berlins återförening innebar även en återförening för U2-linjens västliga och östliga sträckningar. Innan man kunde slå samman näten igen fanns det under en period två U2-linjer i Berlin. Ombyggnationer och sanering följde fram till 1993 då linje U2 åter blev en och samma linje.

### Bilder

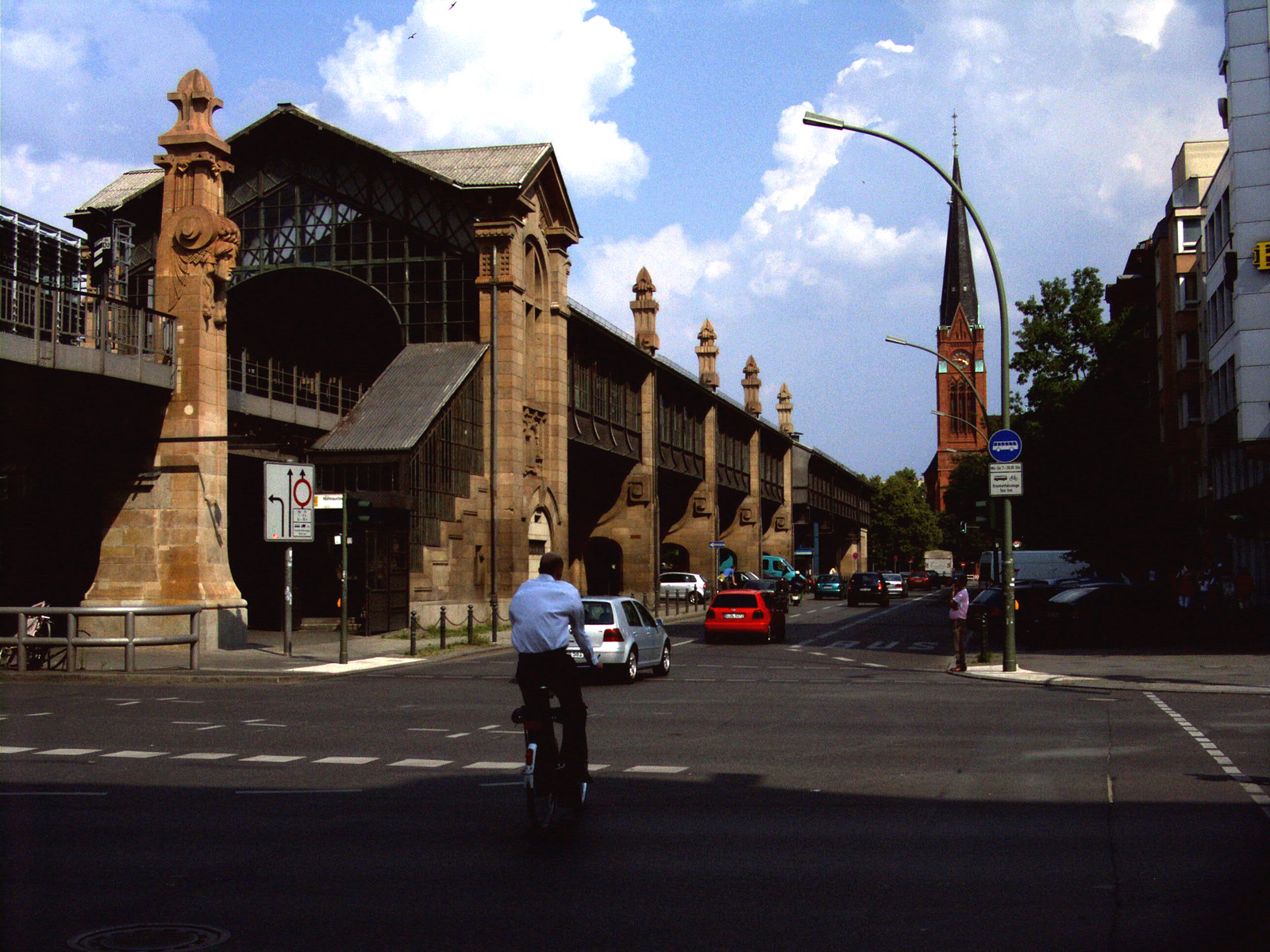
Bülowstrasse
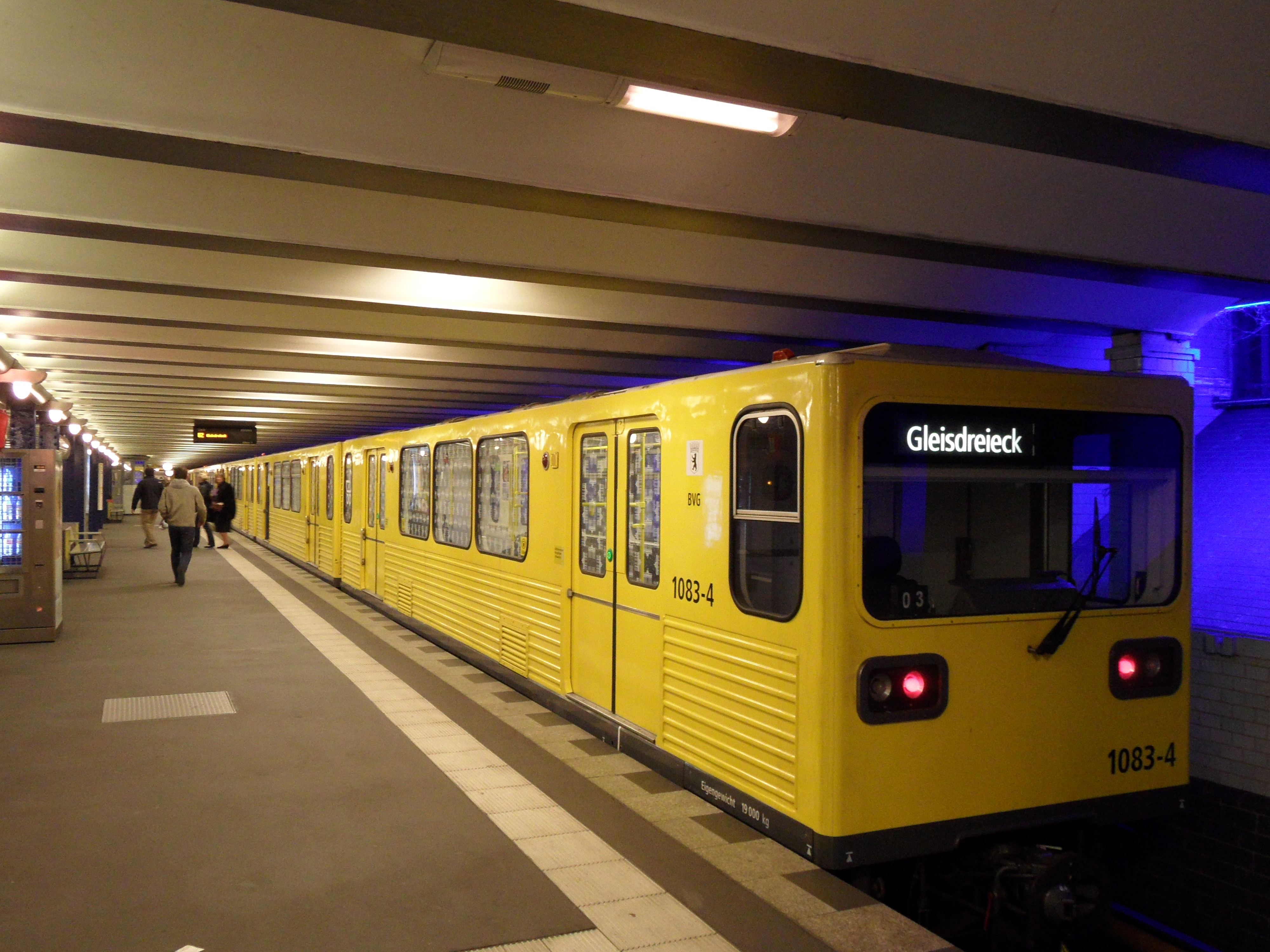
U2 är den enda linjen som använder DDR-tillverkade vagnar
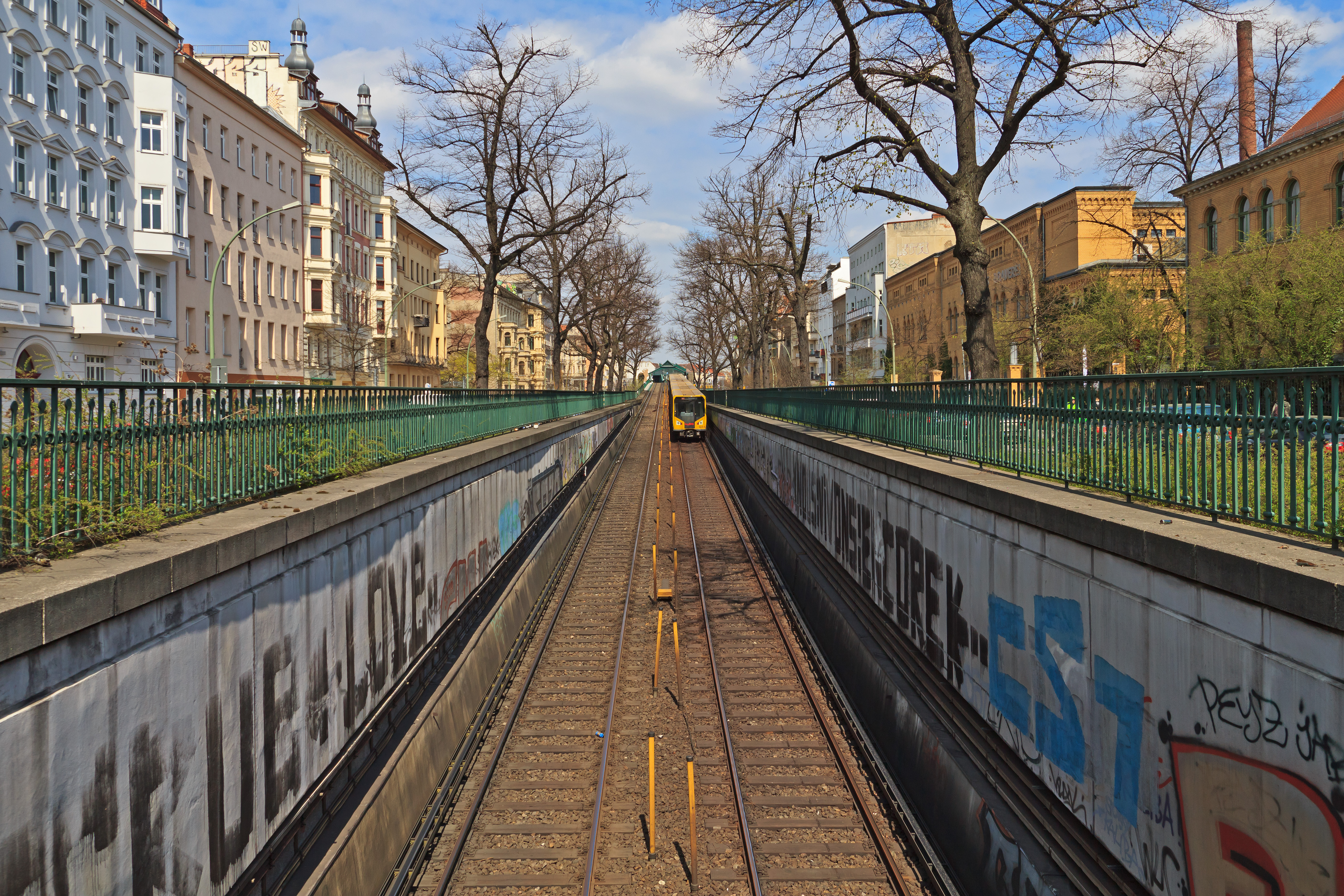
U2:s kända viaduktsträcka i Prenzlauer Berg.
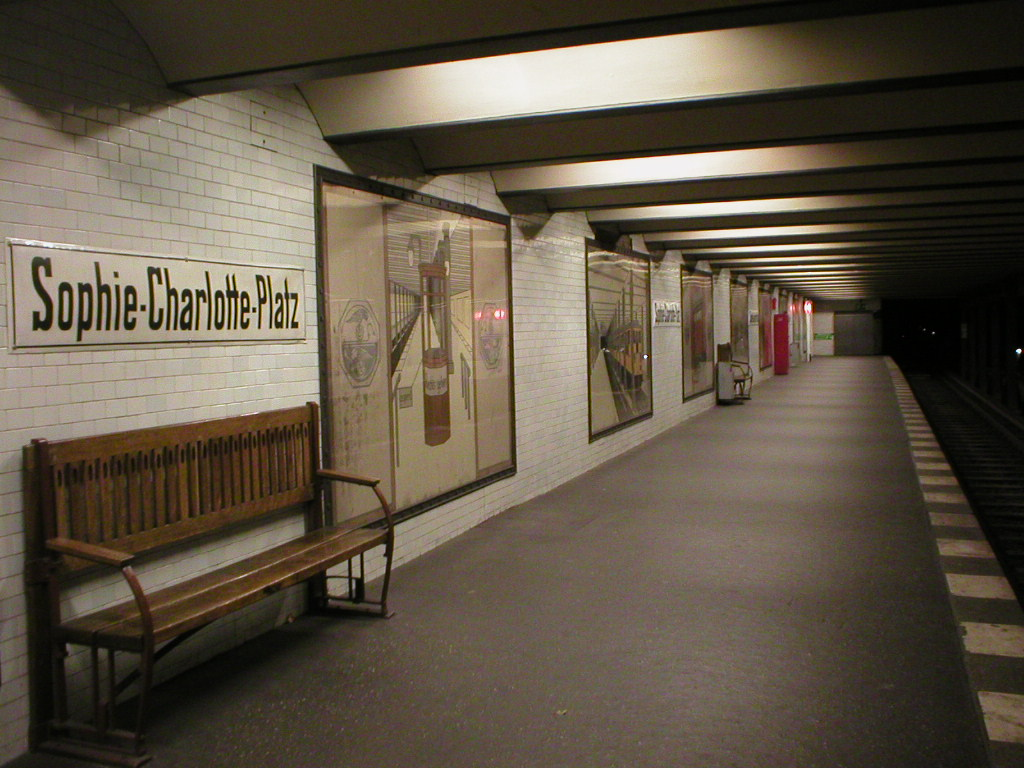
Sophie-Charlotte-Platz
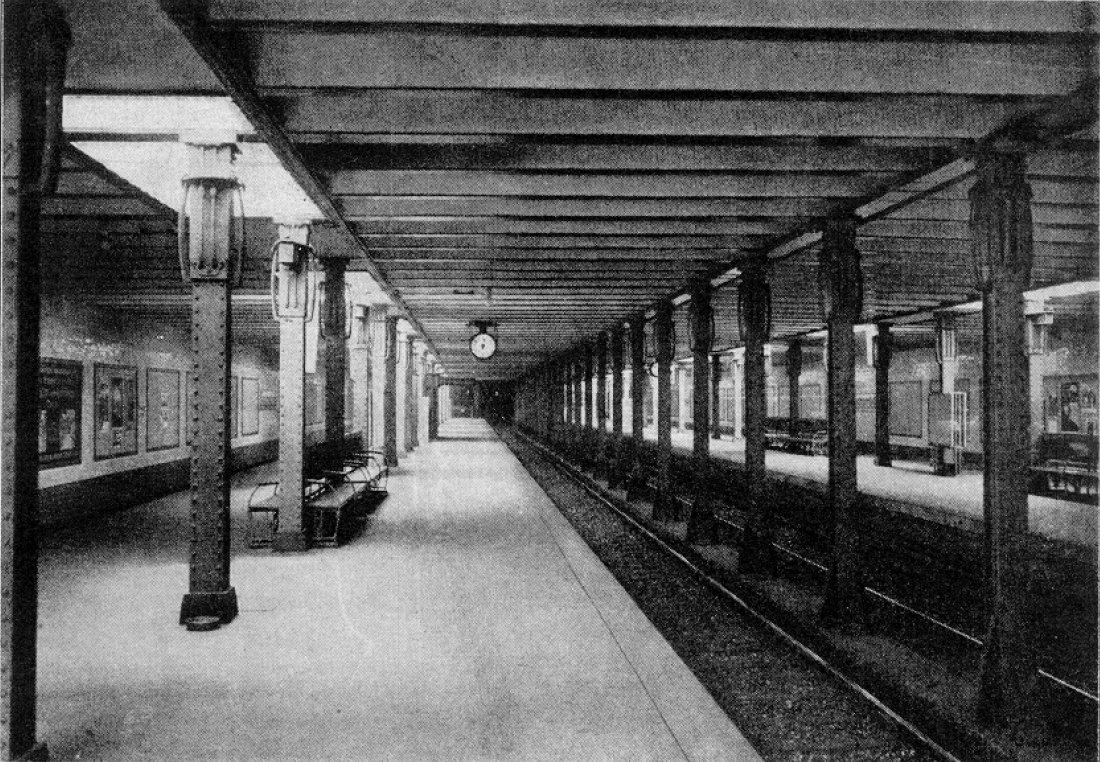
Deutsche Oper (fd Bismarckstrasse)
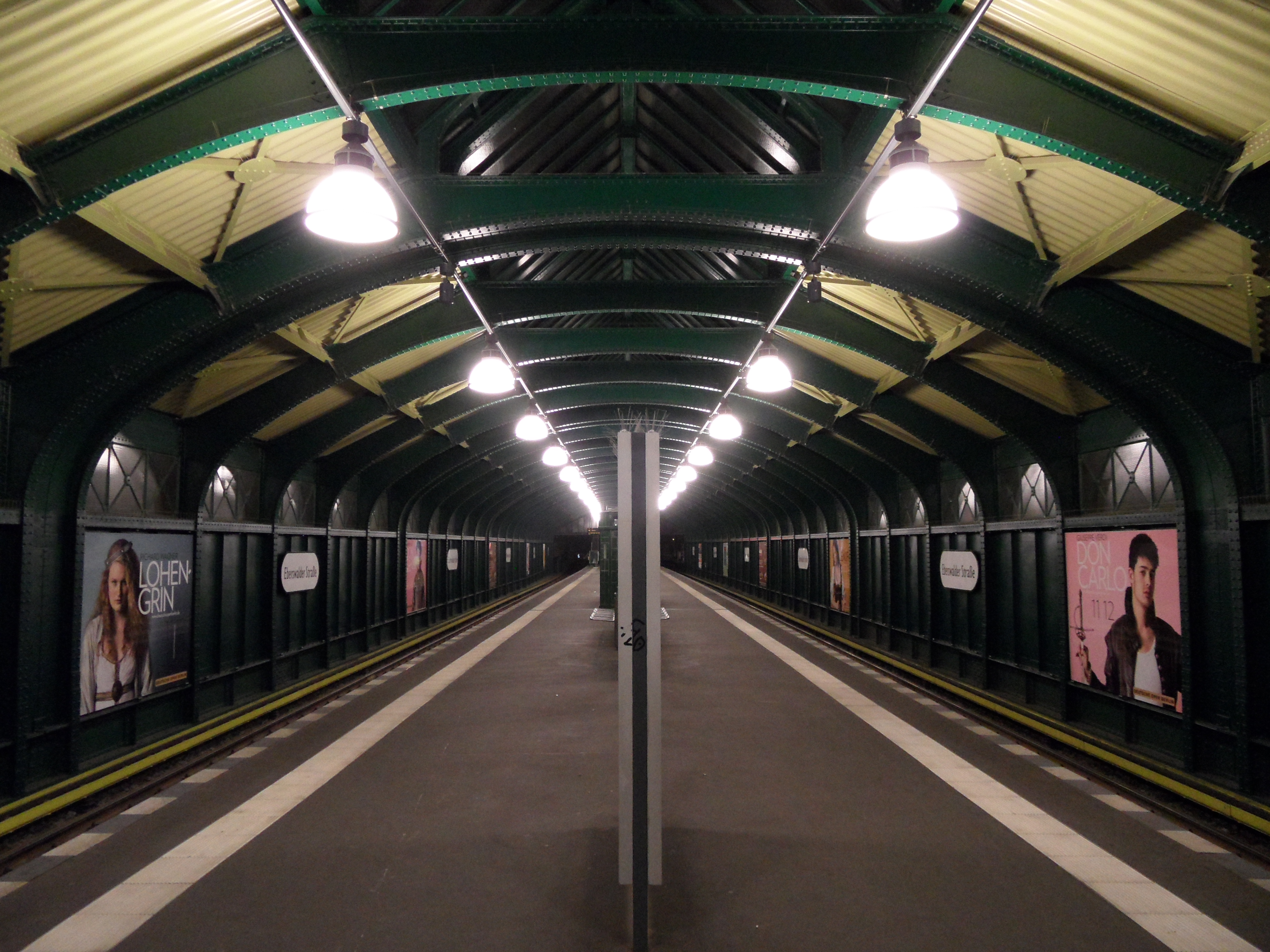
Eberswalder Strasse
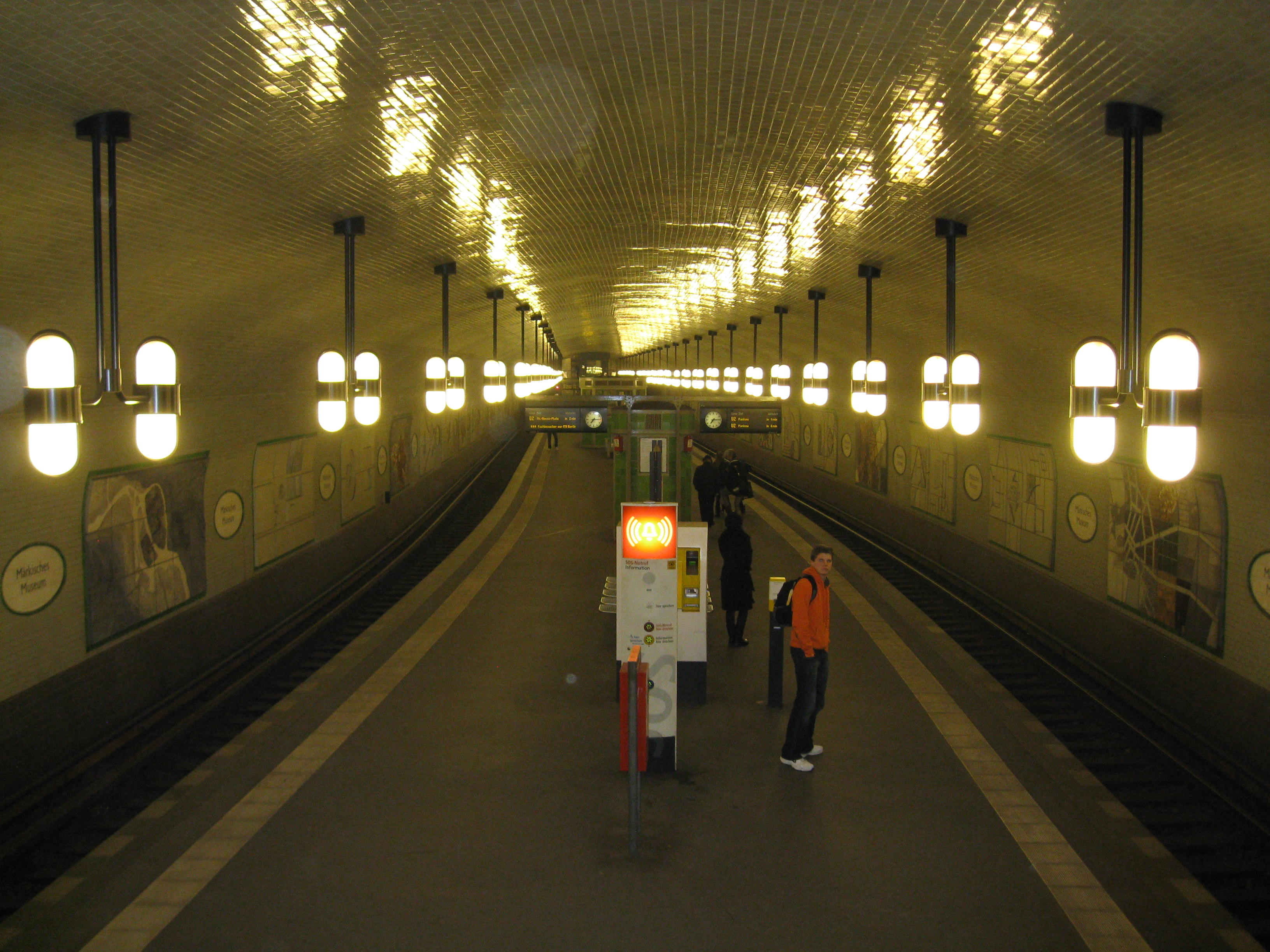
Märkisches Museum
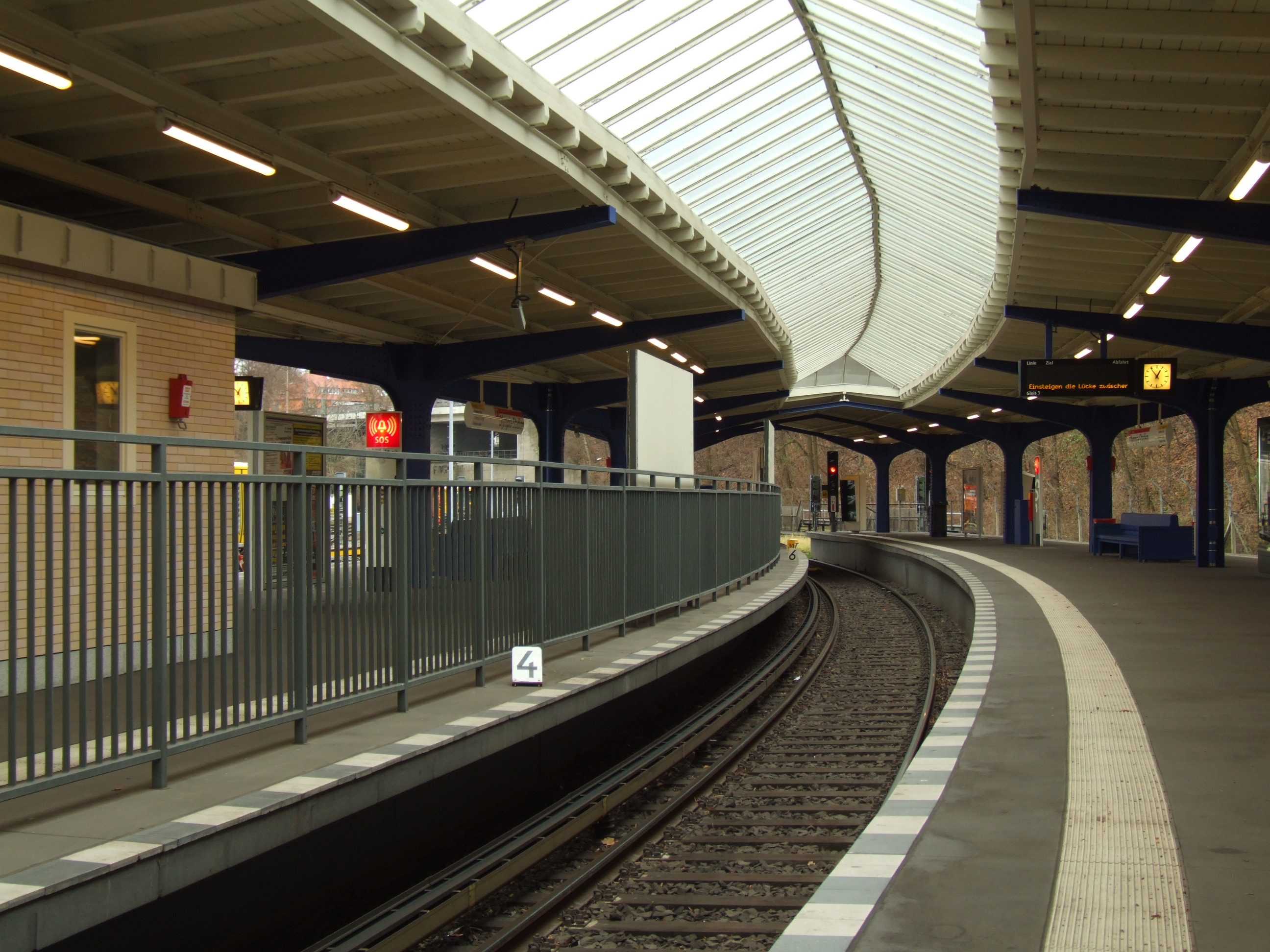
Olympia-Stadion
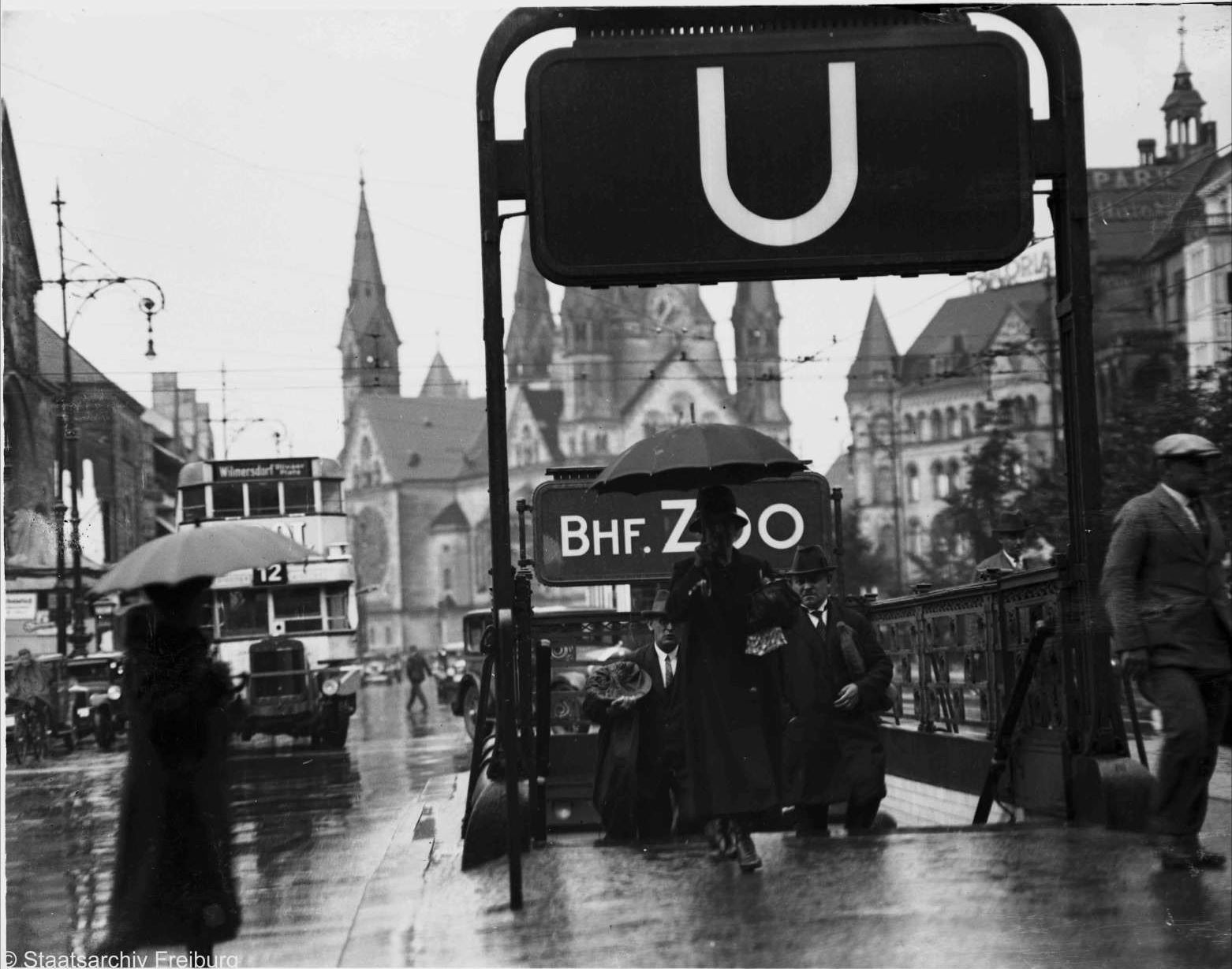
U-skylten kom redan 1928